# Electro house
Electro house – styl muzyki house będący jednocześnie nurtem elektronicznej muzyki tanecznej (klubowej) wywodzący się z połączenia muzyki house oraz gatunków i stylów muzycznych electro, electroclash, synthpop i tech house. Czasami bywa uważany za podgatunek muzyki dance. Styl muzyczny znany też jest jako electronic house lub dirty house.

## Historia
Gatunek powstał z połączenia muzyki house z muzyką electro i jej podgatunkami oraz muzyką electroclash i elementami muzyki synthpop i tech house na przełomie XX i XXI wieku. Pierwszymi utworami electro house były „New World Order (Original Mix)” autorstwa duetu Mr. X & Mr. Y z 1998 roku i „Dominator (Hervé Remix)” autorstwa Humana Resource'a z 1991 roku. Wśród pierwszych utworów electro house wymienia się też m.in. „Dark Invader”, „The Arrival” Arrivers'a z 1996 roku i „Raw S*it” Basement Jaxx'a z 1997 roku. Mr. Oizo w 1999 roku nagrał swój pierwszy przebój „Flat Beat”, który stał się również przykładem wczesnego minimal house. Jednym z pierwszych przypadków użycia określenia „electro-house” jako nazwy stylu muzycznego był artykuł w amerykańskim tygodniku muzycznym Billboard w wydaniu z dnia 18 listopada 1995 roku. Pierwszy utworem, który dotarł na szczyty list przebojów był singiel „Satisfaction” autorstwa włoskiego producenta muzycznego Benny’ego Benassiego nagrany w 2002 roku. Po 2000 roku pojawiło się wielu nowych producentów, takich jak np. Yasutaka Nakata. Wzrost popularności muzyki electro house przypada na rok 2005. W listopadzie 2006 roku wiele utworów z gatunku electro house takich jak „Put Your Hands Up For Detroit”, „Fedde le Grand”, „Yeah Yeah” i „Luciana” weszły na czołówki brytyjskiej listy przebojów UK Top 40 Singles Charts. Od tego czasu utwory takich producentów electro house, jak Porter Robinson, Feed Me, M Machine, Knife Party i Skrillex stawały się coraz bardziej popularne. Electro house jest gatunkiem nowym i często mylonym z muzyką electro. Styl zyskał po 2000 roku coraz większą popularność w klubach (często mylony jest z wixą). Gatunek ten nierzadko gości w muzycznych stacjach telewizyjnych (MTV, Viva) i radiowych (w Polsce – Eska, RMF Maxxx oraz w latach 2002–2013 Planeta FM, czasem w RMF FM czy Radio Zet).

## Charakterystyka
Twórcy electro house używają w swoich kompozycjach harmonicznych analogowych linii basowych, które charakteryzuje bardzo ostre brzmienie. Oprócz tego utwory te zawierają też ostre brzmienia syntezatora i sample wokalu. W niektórych utworach istnieją też elementy brzmienia pianina. Całość sprawia wrażenie pewnej surowości. Poza tym, charakterystyczne dla muzyki house (a także trance i techno), w electro house występuje takt 4/4 akcentowany równomiernym uderzeniem. Przeciętne tempo utworów waha się od 125 do 135 BPM (uderzeń na minutę).

## Popularność w Polsce
Na polskiej scenie klubowej electro house jest gatunkiem już dobrze ugruntowanym, natomiast w polskich mediach pojawił się stosunkowo niedawno, za sprawą takich artystów jak Klaas, Benny Benassi, Likimas, Mike Candys, Swedish House Mafia.

## Artyści
- NERVO (Australia)
- Bassjackers (Holandia)
- Blasterjaxx (Holandia)
- Showtek (Holandia)
- Mason (Holandia)
- Fedde le Grand (Holandia)
- Quintino (Holandia)
- Martin Garrix (Holandia)
- Hardwell (Holandia)
- Dannic (Holandia)
- DubVision (Holandia)
- Firebeatz (Holandia)
- R3hab (Holandia)
- Nicky Romero (Holandia)
- Martijn Ten Velden (Holandia)
- Mark Knight (Wielka Brytania)
- Dave Spoon (Wielka Brytania)

- DJ Skura (Polska)
- Robert M (Polska)[18]
- D.Ramirez (Wielka Brytania)
- Chris Lake (Wielka Brytania)
- Tom Neville (Wielka Brytania)
- King Roc (Wielka Brytania)
- blackstrobe (Francja)
- Sébastien Léger (Francja)
- Justice (Francja)
- SebastiAn (Francja)
- Mr. Oizo (Francja)
- Joachim Garraud (Francja)
- Thin White Duke (Francja)
- David Guetta (Francja)[12]
- Eric Prydz (Szwecja)
- Steve Angello (Szwecja)
- John Dahlbäck (Szwecja)
- Tocadisco (Niemcy)
- Trick & Kubic (Niemcy)
- Lützenkirchen (Niemcy)
- Digitalism (Niemcy)
- Boys Noize (Niemcy)
- Moonbootica (Niemcy)
- Monosurround (Niemcy)
- Alter Ego (Niemcy)
- Sharam Jey (Niemcy)
- Tiefschwarz (Niemcy)
- Steve Bug (Niemcy)
- Dirty South (Australia)
- The Aston Shuffle (Australia)
- Andrea Doria (Włochy)
- Dino Lenny (Włochy)
- Oliver Giacomotto (Włochy)
- Benny Benassi (Włochy)[12]
- David Amo & Julio Navas (Hiszpania)
- deadmau5 (Kanada)
- Trentemøller (Dania)
- Deorro (Meksyk)
- Tommy Trash (Australia)
- Steve Aoki (USA)[4][12]
- The Chainsmokers (USA)
- TJR (USA)
- 3rd Prototype (Polska)
- Tom Swoon (Polska)
- Ummet Ozcan (Turcja)
- Stadiumx (Węgry)
- Dimitri Vegas & Like Mike (Belgia)
- Avicii (Szwecja)
- Modfunk (Polska)